# Mohamad Bagheri Motamed
Mohamad Bagheri Motamed –en persa, محمد باقری معتمد– (Teherán, 24 de enero de 1986) es un deportista iraní que compitió en taekwondo.
Participó en los Juegos Olímpicos de Londres 2012, obteniendo una medalla de plata en la categoría de –68 kg. En los Juegos Asiáticos de 2010 consiguió una medalla de oro.
Ganó dos medallas en el Campeonato Mundial de Taekwondo en los años 2009 y 2011, y cuatro medallas en el Campeonato Asiático de Taekwondo entre los años 2002 y 2010.

## Palmarés internacional
| Juegos Olímpicos    | Juegos Olímpicos         | Juegos Olímpicos  | Juegos Olímpicos |
| Año                 | Lugar                    | Medalla           | Categoría        |
| ------------------- | ------------------------ | ----------------- | ---------------- |
| 2012                | Londres (Reino Unido)    | Medalla de plata  | –68 kg           |
| Campeonato Mundial  |                          |                   |                  |
| Año                 | Lugar                    | Medalla           | Categoría        |
| 2009                | Copenhague (Dinamarca)   | Medalla de oro    | –68 kg           |
| 2011                | Gyeongju (Corea del Sur) | Medalla de plata  | –68 kg           |
| Juegos Asiáticos    |                          |                   |                  |
| Año                 | Lugar                    | Medalla           | Categoría        |
| 2010                | Cantón (China)           | Medalla de oro    | –68 kg           |
| Campeonato Asiático |                          |                   |                  |
| Año                 | Lugar                    | Medalla           | Categoría        |
| 2002                | Amán (Jordania)          | Medalla de bronce | –54 kg           |
| 2004                | Seongnam (Corea del Sur) | Medalla de plata  | –58 kg           |
| 2008                | Luoyang (China)          | Medalla de oro    | –67 kg           |
| 2010                | Astaná (Kazajistán)      | Medalla de oro    | –68 kg           |